# ویو (رسانه جاری)
ویو (انگلیسی: Viu) یک سرویس استریم ویدئویی مستقر در هنگ کنگ است.
ویو اکنون در ۱۶ بازار سراسر آسیا، آفریقا و خاور میانه از جمله هنگ کنگ، سنگاپور، تایلند، فیلیپین، امارات متحده عربی، بحرین، مصر، اندونزی، اردن، کویت، مالزی، عمان، قطر، عربستان سعودی، میانمار و آفریقای جنوبی در دسترس است. تا ماه ژوئن ۲۰۲۰ با توجه به نتایج موقت، ویو بیش از ۳۶ میلیون کاربر فعال ماهانه داشته‌است.